# Tijuana (fiume)
Il Tijuana (in spagnolo: Río Tijuana) è un fiume lungo 195 km, situato vicino alla costa del Pacifico tra lo stato della Bassa California nel nord-ovest del Messico e a sud della California negli Stati Uniti. Il fiume è fortemente inquinato dai liquami provenienti dall'omonima città in Messico.